# Barnaba da Modena
Pour les articles homonymes, voir Modena (homonymie).
Barnaba Agocchiari dit Barnaba da Modena (Modène, v. 1328 – v. 1386) est un peintre italien de style byzantin qui fut actif en Ligurie et dans le Piémont au Trecento.

## Biographie
Barnaba da Modena est noté présent à Gênes de 1353 à 1383, et citoyen de la ville en 1363 (soit après 10 ans de résidence) et il est payé pour des œuvres (perdues aujourd'hui) destinées au palais ducal, et une restauration de tableau pour la Loggia de' Banchi en 1370.
Invité à Pise en 1380, il complète les fresques d'Andrea di Firenze relatant des scènes de la Vie de saint Ranieri au Camposanto monumentale, qui seront terminées par Antonio Veneziano, ce qui prouve son départ de la ville ensuite.
Il retourne à Gênes en 1383, obtient des commandes pour la Sicile avec son assistant et disciple Nicolò da Voltri, qui perpétuera son style en Ligurie au Quattrocento.

## Œuvres
- À Gênes :
  - San Bartolomeo, retable et Vierge à l'Enfant, Museo Diocesano
  - Madonna della Misericordia (1372), Santa Maria dei Servi
  - Vierge à l'Enfant, Santa Maria Castello
  - Crucifix, Museo Sant'Agostino
  - Vierge à l'Enfant avec sainte Catherine d'Alexandrie et saint Nicolas de Bari, Palazzo Bianco, musée du palazzo Bianco de la Strada Nuova (Gênes)
  - Sainte Catherine, palazzo Spinola de Gênes
- La Vierge et l'Enfant, v. 1370, (bois 1,09 x 0,72 cm), musée du Louvre[1],[2]
- La Vierge et l'Enfant entourés de saint Jean Baptiste et saint Michel, musée du Petit Palais (Avignon)[3]
- église San Francesco,  Alba
- Baptême du Christ, musée national des Beaux-Arts d'Alger, Alger
- Bannière  de la confraternité génoise de Saint-Antoine, (1372?), Victoria and Albert Museum, Londres[4]
- Madone, Courtauld Institute of Art, Londres[5]
- Nativité, Saltwood Castle, Kent
- Vierge à l'enfat, Museum of Fine Arts de Boston, Massachusetts[6]
- Crucifixion, Bowdoin College Museum of Art, Maine[7]
- Madonna col bambino, Francfort-sur-le-Main
- Vierge allaitant, élément découpé d'un polyptyque, avec dorures dites chrysographiques[8], signé sur le parapet rouge, musée du Louvre, Paris
- Crucifixion, retable en tempera et or sur bois, musée d'Art d'Indianapolis[9]
- Scènes de la Vie de la Vierge, la Trinité, le Couronnement de la Vierge, Vierge à l'Enfant, Crucifixion, la Pentecôte, panneaux d'un diptyque initialement retable de la chapelle Manuel de la cathédrale de Murcia en Espagne, assemblés en un seul tableau ensuite, National Gallery, Londres[10]

Œuvres de Barnaba da Modena
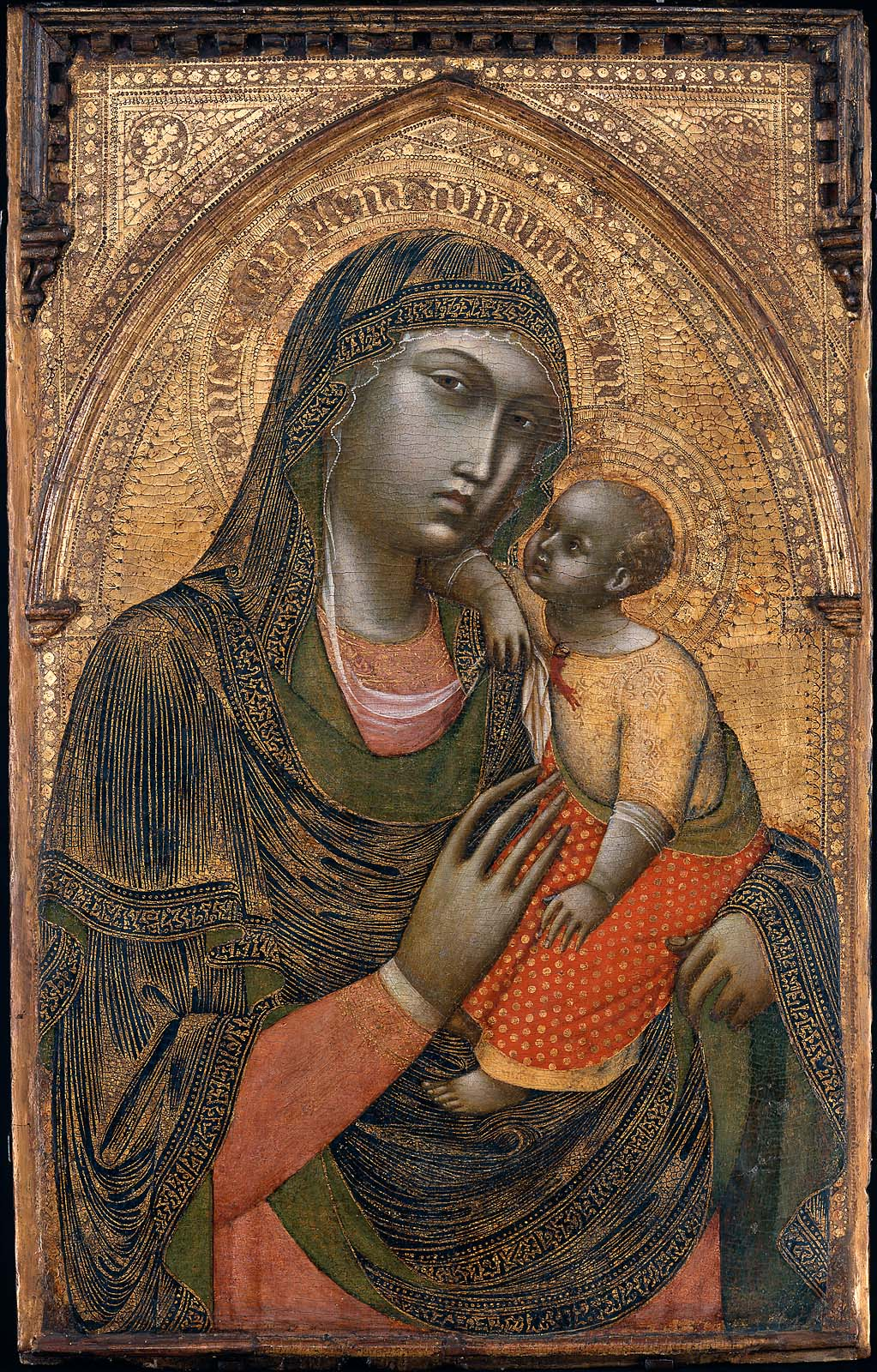
Vierge et Enfant, Museum of Fine Arts de Boston.
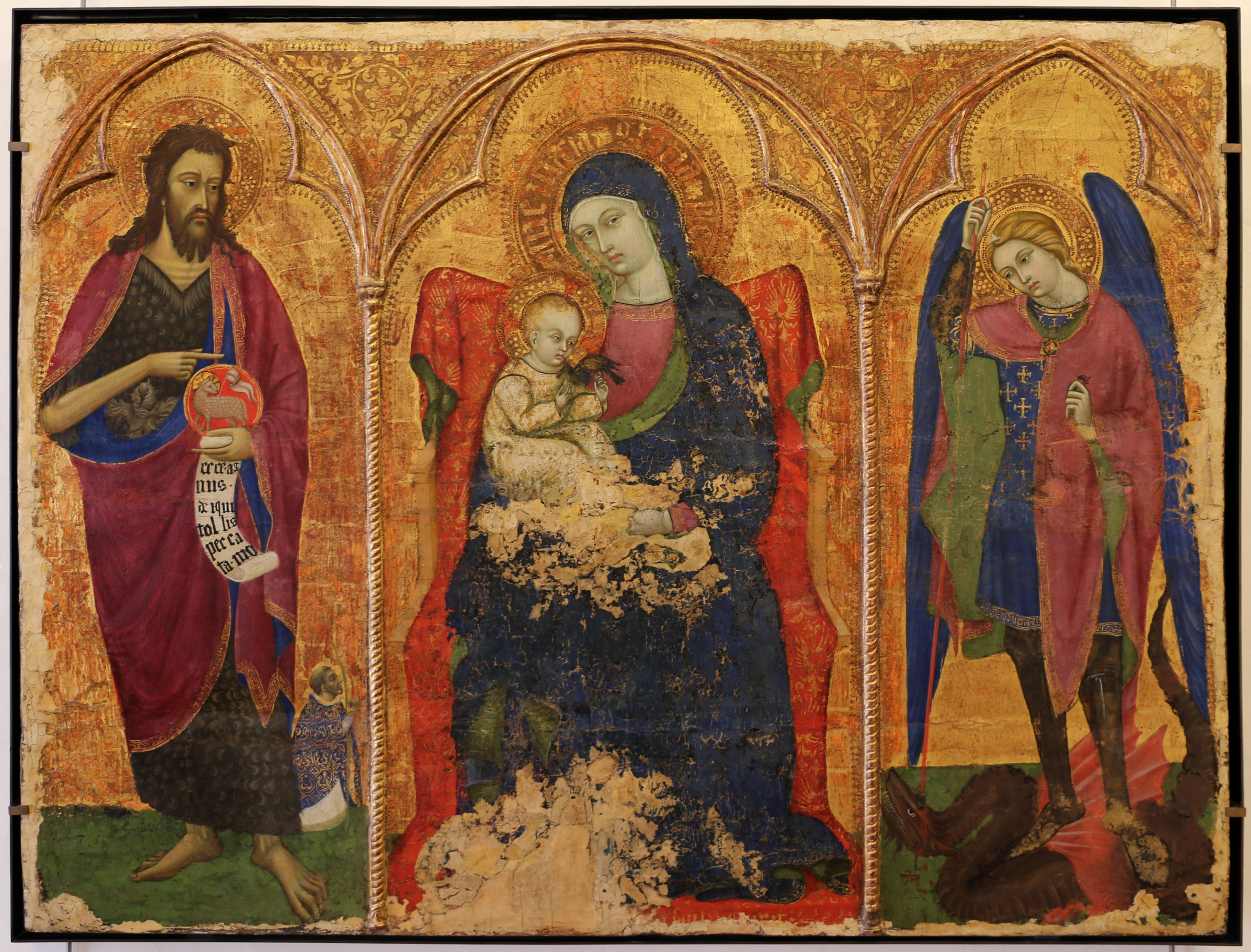
La Vierge et l'Enfant entre saint Jean Baptiste et saint Michel, musée du Petit Palais d'Avignon.
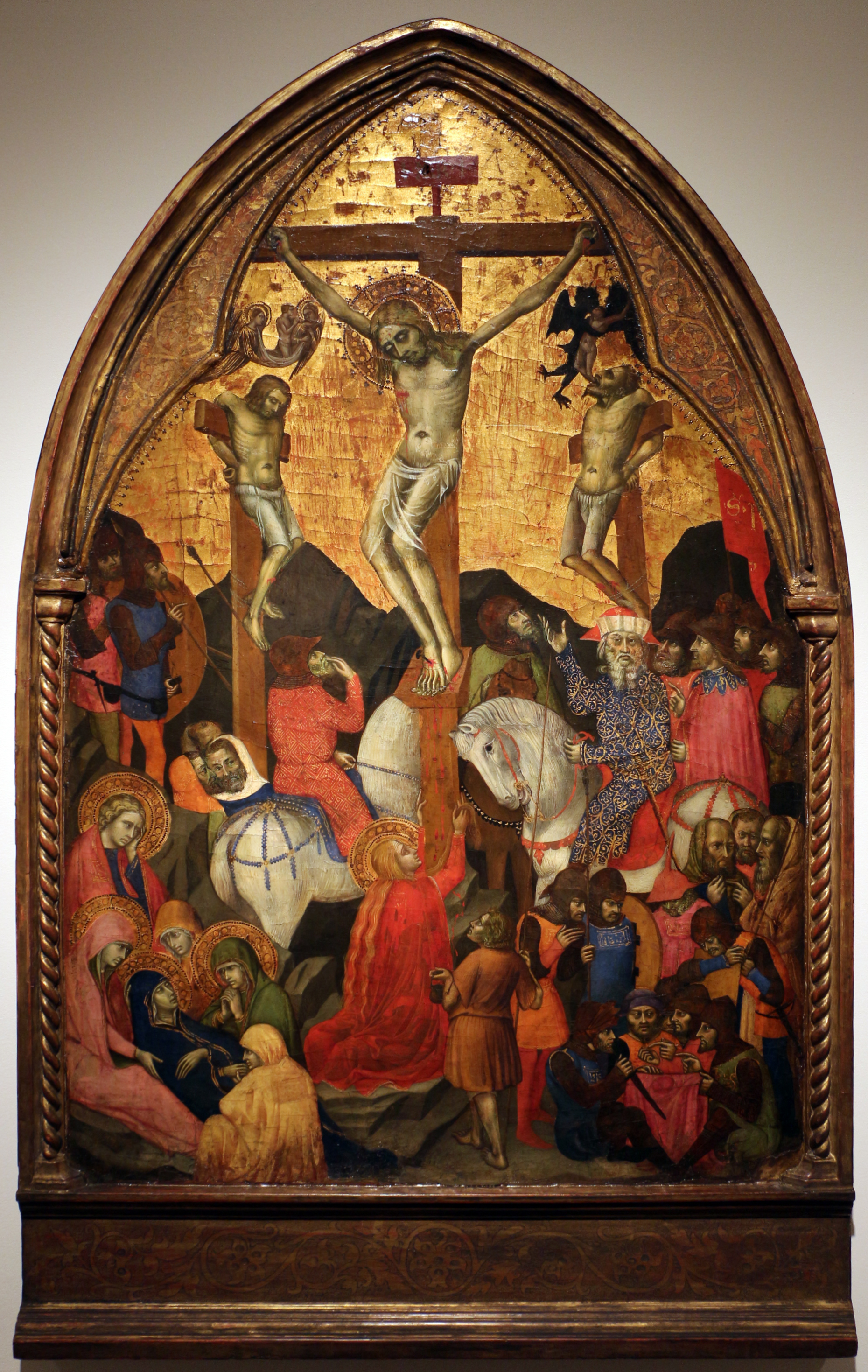
Crucifixion, musée d'Art d'Indianapolis.

## Sources
- (it) Cet article est partiellement ou en totalité issu de l’article de Wikipédia en italien intitulé « Barnaba da Modena » (voir la liste des auteurs).
- Bernard Berenson, 1968.